# Prockia
Prockia é um género botânico pertencente à família Salicaceae.